# Article 10 de la Constitution de la Cinquième République française
Article 9 Article 11
L'article 10 de la Constitution de la Cinquième République française décrit la procédure de promulgation des lois par le président de la République depuis le passage à la Cinquième République le 5 octobre 1958.

## Texte
« Le Président de la République promulgue les lois dans les quinze jours qui suivent la transmission au Gouvernement de la loi définitivement adoptée.

Il peut, avant l'expiration de ce délai, demander au Parlement une nouvelle délibération de la loi ou de certains de ses articles. Cette nouvelle délibération ne peut être refusée. »
— Article 10 de la Constitution de 1958

## La promulgation des lois
La promulgation de la loi adoptée par le Parlement est une compétence liée : le président de la République ne dispose d'aucun pouvoir de veto, contrairement par exemple au président des États-Unis d'Amérique. 
Le délai de promulgation de quinze jours peut être interrompu, mais seulement de manière temporaire, dans deux cas.
Si le Conseil constitutionnel est saisi sur la constitutionnalité de la loi en application de l'article 61 de la Constitution, le délai de promulgation est suspendu jusqu'à la décision du Conseil, qui peut prendre un mois au maximum.
Dans sa conception originelle, l'article 10 relève de la compétence d’arbitrage du président de la République. Compétence propre du président dans la mesure où lui seul peut engager la procédure, il lui permet de solliciter à nouveau le Parlement, dans le cas où une loi serait adoptée contre la volonté du gouvernement, pour examiner une partie ou la totalité de la loi. La prérogative présidentielle s'analyse alors comme une sorte de veto suspensif.  Toutefois, comme tous les décrets présidentiels, hormis ceux qui interviennent dans les cas prévus à l'article 19, cette décision doit être contre-signée et donc acceptée par le Premier ministre.

## La nouvelle délibération
La nouvelle délibération ne doit pas être confondue avec la nouvelle lecture d'un texte faisant suite à l'échec d'une commission mixte paritaire, ni avec la seconde délibération par laquelle le gouvernement peut, avant l'adoption du texte par une assemblée, demander un nouvel examen de certaines de ses dispositions, mais elle correspond à la « nouvelle lecture » mentionnée à l'article 23 de l'ordonnance du 7 novembre 1958 portant loi organique sur le Conseil constitutionnel. La nouvelle délibération prévue par l'article 10 de la Constitution consiste, à l'initiative du président de la République, à renvoyer au Parlement tout ou partie d'un texte de loi adopté, voire validé par le Conseil constitutionnel s'il a été saisi, mais non encore promulgué.
Cette procédure a été mise en œuvre à trois reprises :
- en 1983 pour une loi relative à l'organisation d'une exposition universelle, à laquelle la France n'était finalement plus candidate, ce qui a permis de ne jamais promulguer une loi adoptée par le Parlement[5] ;
- en 1985 pour une loi sur la Nouvelle-Calédonie, afin de remplacer certains articles censurés par le Conseil constitutionnel[3] ;
- en 2003 pour une loi relative à l'élection des conseillers régionaux et des parlementaires européens, afin, là encore, de remplacer un article censuré[6].

Cette procédure est imaginée par la doctrine comme l'un des moyens de surmonter le conflit consécutif à la réforme des retraites décidée par le pouvoir exécutif en mars 2023.